# نیشی-کو، فوکوئوکا
نیشی-کو، فوکوئوکا (به لاتین: Nishi-ku, Fukuoka) یک منطقهٔ مسکونی در ژاپن است که در فوکوئوکا واقع شده‌است.